# 東尾岐村
東尾岐村（ひがしおまたむら）は福島県大沼郡にあった村。現在の会津美里町東尾岐にあたる。

## 地理
- 山：台前山、滝ノ沢山、横山、神籠ヶ岳、烏帽子岳

## 歴史
- 1889年（明治22年）4月1日 - 町村制の施行により東尾岐村が単独で自治体を形成。
- 1955年（昭和30年）3月31日 - 高田町、赤沢村、永井野村、尾岐村、旭村、藤川村と合併し会津高田町が発足。同日東尾岐村廃止。